# Amphoe Mae Lan
Amphoe Mae Lan (thailändisch อำเภอ แม่ลาน) ist ein Landkreis (Amphoe – Verwaltungs-Distrikt) in der Provinz Pattani. Die Provinz Pattani liegt im Südosten der Südregion von Thailand am Golf von Thailand.

## Geographie
Benachbarte Landkreise und Gebiete sind (von Westen im Uhrzeigersinn): die Amphoe Khok Pho, Nong Chik und Yarang in der Provinz Pattani sowie Amphoe Mueang Yala in der Provinz Yala.

## Geschichte
Mae Lan wurde am 1. April 1989 zunächst als Unterbezirk (King Amphoe) eingerichtet, indem drei Tambon vom Amphoe Khok Pho abgetrennt wurden.
Am 7. September 1995 bekam Mae Lan den vollen Amphoe-Status.

## Verwaltung

### Provinzverwaltung
Amphoe Mae Lan ist in drei Unterbezirke (Tambon) eingeteilt, welche weiter in 22 Dorfgemeinschaften (Muban) unterteilt sind.
| Nr. | Name      | Thai   | Dörfer | Einw. |
| --- | --------- | ------ | ------ | ----- |
| 1.  | Mae Lan   | แม่ลาน  | 08     | 3.747 |
| 2.  | Muang Tia | ม่วงเตี้ย | 09     | 5.898 |
| 3.  | Pa Rai    | ป่าไร่   | 10     | 6.186 |

### Lokalverwaltung
Jeder der drei Tambon wird von einer  „Tambon-Verwaltungsorganisation“ (TAO, องค์การบริหารส่วนตำบล) verwaltet.